# رون مورر
رون مورر (بالإنجليزية: Ron Maurer)‏ هو سياسي أمريكي، ولد في 10 مارس 1963 بغرانتس باس في الولايات المتحدة. حزبياً، نشط في الحزب الجمهوري. وقد انتخب عضو مجلس نواب أوريغون.